# Capitão Andrade
Capitão Andrade is een gemeente in de Braziliaanse deelstaat Minas Gerais. De gemeente telt 5.087 inwoners (schatting 2009).

## Aangrenzende gemeenten
De gemeente grenst aan Engenheiro Caldas, Itanhomi en Tumiritinga.